# Zibreira
Zibreira es una freguesia portuguesa del concelho de Torres Novas, con 10,49 km² de superficie y 1.058 habitantes (2001). Su densidad de población es de 100,9 hab/km².